# Sites mégalithiques de la Seine-Maritime
 (juillet 2019).
Si vous disposez d'ouvrages ou d'articles de référence ou si vous connaissez des sites web de qualité traitant du thème abordé ici, merci de compléter l'article en donnant les références utiles à sa vérifiabilité et en les liant à la section « Notes et références ».
Cet article présente la liste des sites mégalithiques de la Seine-Maritime, en France.

## Inventaire
| Monument                       | Type              | Remarque           | Localisation            | Coordonnées                      | Illustration                           |
| ------------------------------ | ----------------- | ------------------ | ----------------------- | -------------------------------- | -------------------------------------- |
| Pierre druidique de Belbeuf    | Site mégalithique |                    | Belbeuf                 | 49° 23′ 22″ nord, 1° 07′ 56″ est | Image manquante                        |
| Menhir de la Pierre qui Tourne | Menhir            |                    | Bézancourt              | 49° 25′ 04″ nord, 1° 37′ 29″ est | Image manquante                        |
| Mégalithes du Bois du Pivallet | Site mégalithique |                    | Gerponville             | à géolocaliser                   | Image manquante                        |
| Dolmen d'Escures               | Dolmen            |                    | Harfleur                | à géolocaliser                   | Image manquante                        |
| Menhir du Wuy                  | Menhir            |                    | La Mailleraye-sur-Seine | 49° 28′ 18″ nord, 0° 43′ 48″ est | Menhir du Wuy, La Mailleraye-sur-Seine |
| Allée couverte de Mauny        | Allée couverte    | Inscrit MH (1998)  | Mauny                   | 49° 23′ 16″ nord, 0° 54′ 52″ est | Image manquante                        |
| Mégalithe de Roumare           | Menhir            |                    | Montigny                | 49° 27′ 03″ nord, 0° 59′ 48″ est | Mégalithe de Roumare, Montigny         |
| Pierre d'État                  | Menhir            | Site classé (1931) | Petit-Couronne          | 49° 23′ 04″ nord, 1° 02′ 29″ est | Image manquante                        |
| Pierre Bise                    | Site mégalithique |                    | Saint-Pierre-en-Val     | 50° 00′ 50″ nord, 1° 28′ 41″ est | Image manquante                        |
| Tumulus de Trouville           | Tumulus           |                    | Trouville               | 49° 34′ 45″ nord, 0° 35′ 50″ est | Image manquante                        |
| Tombe du Druide                | Dolmen            |                    | Ymare                   | 49° 20′ 32″ nord, 1° 10′ 42″ est | Image manquante                        |